# Лондонска општина Кенсингтон и Челси
Лондонска општина Кенсингтон и Челси (енгл. Royal Borough of Kensington and Chelsea) је назив општине у Централном Лондону.
Данашња општина је основана 1965. спајањем тадашње општине Кенсигтон са општином Челси. Општина Челси је имала статус краљевске општине који је пренет на новостворену јединицу.
Данашња општина је једна од најелитнијих лондонских општина. У њој се налазе бројне познате продавнице (међу којима и чувени Херодс), амбасаде, културне институције и неки од најскупљих резиденцијалних делова Лондона. Нотинг Хил, Челси, Кенсингтон, Холанд Парк и др. су у склопу општине која има највећи број особа са примањима преко 60.000 фунти од било које друге административне регије у Британији. Такође, има и највећи очекивани животни век за жене - 84,8 година. Многе познате личности живе на територији општине.